# Bike-Festival Willingen
Das BIKE Festival Willingen ist ein vom bike-Magazin veranstaltetes Mountainbike-Festival in Willingen und ist eins der größten Festivals dieser Art in Europa. Das Festival findet jährlich im Mai statt und wird über drei Tage hinweg durchgeführt.

## Geschichte
Das erste BIKE Festival Willingen wurde nach dem Vorbild des Bike-Festival Garda Trentino durchgeführt und fand 1998 erstmals statt. Damals kamen rund 15.000 Besucher zum ersten Festival. Inzwischen besuchen jedes Jahr rund 35.000 Zuschauer und 140 Aussteller das Festival, welches im Jahr 2019 zum 22. Mal durchgeführt wurde.

## Messegelände
Das Festival findet seit 2009 auf dem Gelände an der Ettelsberg-Seilbahn statt. Die Messe ist an den drei Tagen des Festivals geöffnet und für Besucher kostenlos zugänglich.

## Veranstaltungen und Rahmenprogramm
Zu den Veranstaltungen zählen eine Vielfalt von Rennformaten. Als sportliches Highlight gilt der Rocky Mountain BIKE Marathon, der über drei verschiedene Distanzen durch Upland führt. Außerdem findet im Rahmen des Festivals das zweite Rennen der Scott Enduro Series und die Deutsche Meisterschaft im Downhill statt. Am Sonntag findet zum Abschluss des Festivals ein Kids-Race statt, das 2019 erstmals auf dem neuen Velosolution Pumptrack ausgetragen wurde.
Neben dem sportlichen Programm finden täglich auf der Bühne am Messegelände Aktionen und Interviews rund um das Thema Mountainbiken statt.